# Rebecca Kenna
Rebecca Jayne Kenna, geborene Granger (* 11. Januar 1989 in Keighley) ist eine englische English-Billiards- und Snookerspielerin. 2018 wurde sie Vizeweltmeisterin im English Billiards. 2022 bekam sie für zwei Jahre die Startberechtigung für die Profitour im Snooker.

## Karriere
Mitte der 2010er-Jahre trat Kenna erstmals auf der internationalen Szene sowohl im Billiards als auch Snooker in Erscheinung. Bereits 2016 zog sie ins Halbfinale der Snookerweltmeisterschaft ein. Es war erst ihre zweite Teilnahme bei der Frauen-Main-Tour nach den Eden Classics kurz zuvor. 2018 konnte Kenna schon drei Finalteilnahmen zählen, darunter die der UK Women’s Snooker Championship im September, bei der sie die achtfache Turniersiegerin und Rekordweltmeisterin Reanne Evans mit 3:2 im Achtelfinale schlug. Das Halbfinale überstand sie gegen die Thailänderin Nutcharut Wongharuthai und musste sich erst im Finale der amtierenden Weltmeisterin Ng On Yee aus Hongkong mit 1:4 geschlagen geben. Im Februar 2018 erreichte sie Platz 3 in der Snookerweltrangliste.
Im Oktober des Jahres wurde sie Vizeweltmeisterin im Billiards. Im Finale unterlag sie der englischen Rekordsiegerin Emma Bonney mit 209:329. Trotzdem war es ihr bis dahin größter Erfolg.
Neben dem Sport eröffnete sie mit ihrem Mann in ihrer Heimatstadt Keighley ein Geschäft für Billardzubehör und erwarb außerdem die Level-2-Trainerlizenz der WPBSA im Snooker. Durch das Geben von Unterricht konnte sie ihren vorherigen Beruf aufgeben und sich auf Snooker konzentrieren.
2019 gewann sie mit einem Sieg über Bai Yulu das Hong Kong Women’s Masters. 2021 nahm sie zum ersten Mal über die WWS Tour der Frauen hinaus an einem Turnier der World Snooker Tour teil, dem Snooker Shoot-Out. Dort verlor sie ihr Erstrundenmatch gegen Simon Lichtenberg. Außerdem wurde sie 2021 zur Qualifikation zur Snooker-WM eingeladen. In der ersten Runde traf sie auf Brandon Sargeant, gegen den sie mit 4:6 verlor. Im Jahr darauf nahm sie wieder an beiden Turnieren teil, mit ähnlichem Ergebnis.
Bei den Frauen gewann Kenna 2021 die English Women’s Open und als erste Spielerin zweimal die nationale Meisterschaft des englischen Verbands EPSB (2022 und 2024). Bei den Ranglistenturnieren der Frauen erreichte sie regelmäßig mindestens das Halbfinale. Zur
Saison 2021/22 vergab der Snookerweltverband erstmals für zwei Jahre geltende Startberechtigungen für die Profitour an die besten Spielerinnen der WWS Tour und im Jahr darauf bekam Kenna als Nummer 4 der Frauenrangliste ein Tourticket. Ab 2022 trat sie bei allen Profiturnieren an, musste aber meist gegen etablierte Profis spielen und hatte wenig Chancen. Das 3:6 gegen Andy Lee bei der UK Championship war im ersten Jahr ihr bestes Ergebnis, bei der Championship League 2023 gelang ihr im Gruppenspiel gegen Dean Young mit einem 2:2 der einzige Punktgewinn. Höhepunkte der zwei Jahre waren die Teilnahmen an den World Mixed Doubles 2022 und 2024. Zweimal trat sie zusammen mit Mark Selby im Team gegen 3 andere gemischte Doppel an und beide Male belegten sie Platz 2. Sie beendete die zwei Jahre am Ende der Rangliste, und obwohl sie weiterhin zu den Top 4 im Frauensnooker gehörte, reichte es nicht für eine erneute Tourteilnahme.

## Spielverbot wegen „Men-only-Politik“
Die Snooker-Main-Tour ist vom Weltverband World Professional Billiards & Snooker Association (WPBSA) im Sinne der Gleichberechtigung absichtlich als „mixed gender“-Veranstaltungsreihe ausgelegt. Trotzdem wurde Kenna im März 2019 Opfer von Diskriminierung. Um welchen Vorfall es sich genau handelt, wurde von der WPBSA/WWS nicht bekannt gegeben. Laut der BBC gibt es wohl, ausgerechnet in ihrer Heimatstadt Keighley, immer noch einige Clubs, die eine „Men only“-Politik betreiben und sie vom Ligaspiel ausschlossen. Sie musste daraufhin ein schon begonnenes Match abbrechen. Im Zuge dessen verließ sie die lokale Liga. Alan Speak, Komiteemitglied der Liga, nahm Stellung dazu:

“There's nothing we can do to overturn the decisions. If we lose two of these clubs [with the men-only policies] we would lose four teams and we can't afford to lose four teams otherwise we would have no league.”

„Es gibt nichts, was wir tun können, um diese Entscheidung zu revidieren. Wenn wir zwei dieser Vereine (mit „Men-only-Politik“) verlieren, verlieren wir vier Mannschaften. Wir können es uns aber nicht erlauben, vier Mannschaften zu verlieren, weil wir sonst keine Liga mehr hätten.“

Sowohl die WPBSA als auch der Frauenweltverband World Women’s Snooker (WWS) distanzierten sich davon und verurteilten das Geschehen. Beide Verbände schlossen, bis zum Beweis ihrer Fähigkeit zur Gleichberechtigung, solche Vereine von der Ausrichtung internationaler Turniere aus.
Rekordweltmeisterin Reanne Evans berichtete „BBC Radio 4“, dass sie erst im vorangegangenen Februar aus demselben Grund am Zutritt zu einer Billardhalle gehindert worden sei.
Auch auf nationaler Ebene wurden anschließend die Regeln geändert. Wenn Clubs Frauen und Jugendlichen keinen Zutritt gewähren, müssen die Spiele in neutralen Clubs gespielt werden. Andernfalls werden sie für den betreffenden Club als verloren gewertet.

## Erfolge

### English Billiards
- English-Billiards-Weltmeisterschaft der Frauen:  2018

### Snooker
WPBSA
- World Mixed Doubles:  2022, 2024 (jeweils zusammen mit Mark Selby)

WWS
- Connie Gogh Trophy:  2017
- UK Women’s Championship:  2018, 2021
- Women’s Masters:  2018
- US Women’s Open:  2022

Andere
- Yorkshire Ladies Snooker Championships:  2018
- Hong Kong Women’s Masters:  2019
- English Women’s Open:  2021
- English Women’s Championship:  2022, 2024, 2025  2020
- EBSA European Team Championship Ladies:  2024 (zusammen mit Tessa Davidson)  2021 (zusammen mit Emma Parker)
- Commonwealth Billiards Championship – Frauen:  2025